# Ернст Зайдлер фон Фойхтенеґ
Ернст Зайдлер фон Фойхтенеґґ (нім. Ernst Seidler von Feuchtenegg; 5 червня 1862, Швехат, Австрійська імперія — 23 грудня 1931, Відень, Австрія) — австро-угорський державний діяч, юрист. Міністр-президент Цислейтанії (1917-1918).

## Біографія
Народився в сім'ї судді Штефана Зайдлера в Швехаті (Нижня Австрія). Навчався на юриста у Віденському університеті, в 1887 отримав вчений ступінь доктора юридичних наук. Поступив на державну службу, з 1900 працював у Міністерстві землеробства. 1901 року захистив дисертацію і отримав габілітацію у Віденському університеті. З 1906 викладав у Вищій школі природних ресурсів. З 1908 — радник, а потім керівник секції в Міністерстві землеробства. 1916 удостоєний лицарського звання.
1 червня — 23 липня 1917 займав пост міністра землеробства в кабінеті Генріха Клам-Мартініца. Після відставки останнього Карл I призначив Зайдлера міністр-президентом Цислейтанії, незважаючи на його політичну недосвідченість. На посту Зайдлер намагався реалізувати ідею конституційної реформи, яка повинна була б дати автономію народам, що входили до складу Австрії і зберегти їх у складі імперії, внаслідок чого вступив у конфлікт з австро-угорським міністром закордонних справ графом Оттокаром фон Черніним. Вважав за можливе об'єднання Боснії з Хорватією і Далмацією (але виключав приєднання до цього проекту території, населеної словенцями).
Робив спроби примирити з габсбурзькою монархією керівників чеського національного руху, планував реформу державного управління в Богемії і Моравії. Нездатність Зайдера вирішити продовольчу кризу (яка тривала незважаючи на висновок Брест-Литовського миру з Україною і передбачала поставки значних обсягів продуктів харчування), передача УНР частини Підляшшя з центром в Холмі, призвели до втрати урядом підтримки і падіння кабінету.
Після війни працював в промисловості, банківській сфері, вів наукову роботу.

### Діти
Діти:
- Альма Зайдлер (1899—1977) — акторка,
- Ернст Зайдлер (1888-1958) — генеральний директор Австрійських залізниць.